# The Essential Shaggy
The Essential Shaggy è un greatest hits del cantante giamaicano Shaggy, pubblicato nel 2004.

## Tracce
1. "Boombastic" (Sting Remix)
2. "In the Summertime" (feat. Rayvon)
3. "Oh Carolina"
4. "Luv Me, Luv Me" (feat. Janet Jackson)
5. "Nice And Lovely" (Radio Edit)
6. "The Train Is Coming" (feat. Grand Puba)
7. "Why You Treat Me So Bad" (feat. Grand Puba)
8. "Big Up" (feat. Rayvon)
9. "Piece of My Heart" (Album Version)
10. "Sexy Body Girls"
11. "Something Different" (Radio Edit)
12. "That Girl" (feat. Maxi Priest)
13. "Get Up Stand Up"
14. "Boombastic" (Album Version)